# Буслова, Ефросиния Даниловна
Ефросиния Даниловна Буслова (25 сентября 1897, Быхов, Могилёвская губерния — ?) — советский физиолог растений, биолог. Кандидат биологических наук (1945).

## Биография
Училась в университете Ростова-на-Дону (1920-1921). Окончила химико-фармацевтический факультет Ленинградского медицинского университета (1926). В 1931—1934 работала (ассистент, с 1933 — старший научный сотрудник) в Государственном институте махорковедения (ГИМ) в Киеве, позднее переименованном в Всесоюзный институт махорочной промышленности (ВИМП), а в 1934 слитый с Всесоюзным институтом табачной промышленности (ВИТП) в Краснодаре. С 1934 старший научный сотрудник Института ботаники Академии наук УССР.

## Научные работы
- «Влияние бора на рост и развитие махорки и бакуна» // Физиол. исследования над махорочными растениями. К., 1934. Т. 1 (співавт.);
- «Влияние глубины заделки семян махорки на появление всходов и дальнейшее их развитие» // Там же;
- «Вплив яровизації і фотоперіодичної індукції розсади на тривалість вегетаційного періоду та врожай махорки» // Журн. Ін-ту ботаніки ВУАН. 1935. Т. 5;
- «До фізіології розвитку зародків при проростанні насіння» // Журн. Ін-ту ботаніки АН УРСР. 1938. Т. 17(25);
- «О роли калия в процессах роста и питания растений» // Там же. 1941. Т. 2, № 3;
- «Значення світла для розвитку плодів та насіння у вищих рослин» // БЖ. 1950. Т. 7, № 3.